# 小花吊兰
小花吊兰（学名：Chlorophytum laxum）为百合科吊兰属的植物。分布于非洲热带、亚洲热带、亚热带地区以及中国大陆的广东南部等地，生长于海拔500米的地区，一般生于山坡阴处以及岩石边，目前尚未由人工引种栽培。

## 别名
疏花吊兰，三角草